# Goldberg (magasin)
 For alternative betydninger, se Goldberg. (Se også artikler, som begynder med Goldberg)
Goldberg er et dansksproget online-magasin, der beskæftiger sig med kulturelle, kunstneriske, religiøse og politiske begivenheder og problemfelter. Prismen er den jødiske minoritet, men magasinet beskæftiger sig med identitetsspørgsmål, der har relevans for mange andre minoriteter. 
Goldberg er politisk uafhængigt. 
Magasinet blev lanceret som online medie i marts 2017. Hver måned bringes mindst 10 nye aktuelle artikler, plus rejsetips, anmeldelser og links til udenlandske nyheder.    
Goldberg udgiver også et ugentligt Nyhedsbrev og hver fredag inviteres til musikalsk fredagsbar på Goldbergs Facebookside.   
Goldberg har en fast redaktion og tilknyttet en lang række gæsteskribenter, bl.a. Hans Henrik Fafner, Kasper Monrad, Samuel Rachlin og Hanne Foighel.   

## Historie
Fra 2007 - 2013 udkom Goldberg som printmagasin, grundlagt af journalist og forfatter Eva Bøggild og Jacques Blum 
Magasinet havde et oplag på 3.000 eksemplarer og 10.000 unikke læsere. Det udkom hver anden måned og indtil det lukkede i oktober 2013 udkom der i alt 36 udgaver med tilsammen over 450 artikler. 
Til magasinets artikler bidrog en række journalister, herunder Frank Esmann,
Knud Vilby, Bent Blüdnikow, Herbert Pundik m.fl.

## Redaktion
Den faste redaktion består af Eva Bøggild (ansvh.), Lene Andersen, Michael Rachlin, Miriam Katz, Natalia Gutmann og Nadia Glick.
Dertil kommer en række fast tilknyttede skribenter og andre bidragydere. 